# Linckia laevigata
Étoile de mer bleue, Comète de mer bleue
Espèce
Linckia laevigata est une espèce d'étoiles de mer tropicale de la famille des Ophidiasteridae, caractérisée par ses longs bras et sa couleur bleu vif.

## Description

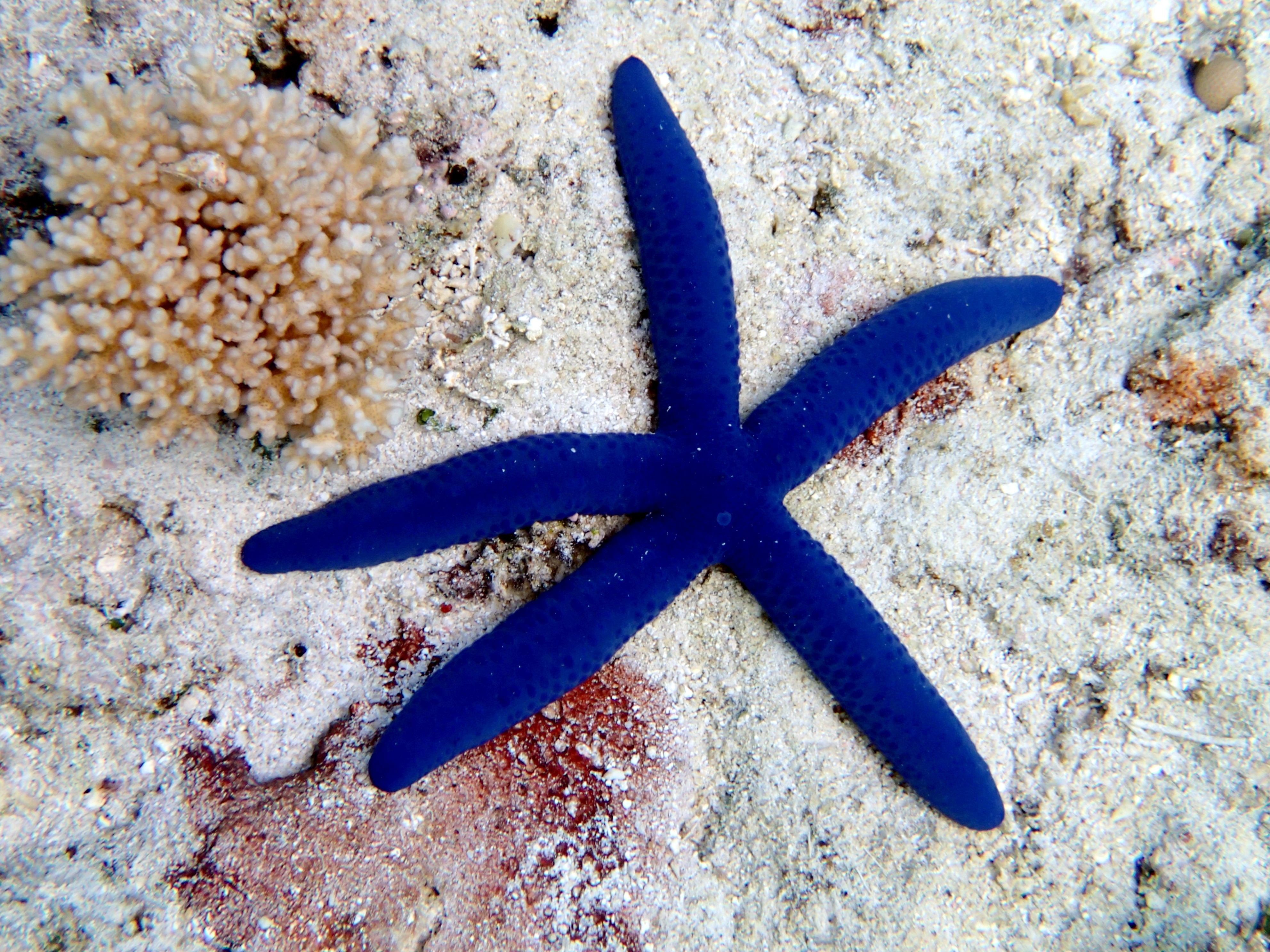
Une Linckia laevigata aux îles Tonga.

C'est une étoile régulière aux bras allongés, de section arrondie et de diamètre presque constant, avec un disque central très réduit. Elle mesure 20 à 30 cm de diamètre voire  jusqu'à 40 centimètres. La coloration générale est généralement d'un bleu cobalt vif plus ou moins teinté de pois légèrement plus sombres, mais peut dans certains cas tirer vers le violet ou le brun clair, voire le rose. les juvéniles peuvent porter des taches plus sombres. Au toucher, le tégument est rugueux. Ces étoiles portent un unique madréporite. Sur la face orale, les sillons ambulacraires sont bien visibles au centre de chaque bras, et protégés de chaque côté par une rangée de petits tubercules en boutons arrondis.
Les bras sont fins et cylindriques, et leur pointe arrondie est souvent redressée. Certains spécimens ont parfois plus ou moins de 5 bras, du fait de la prédation et de la défense par autotomie ; des étoiles à 4 ou 6 bras sont ainsi fréquentes. Pour les mêmes raisons, les bras peuvent être de longueurs inégales.

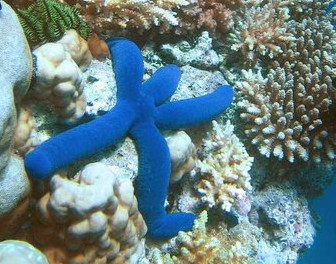
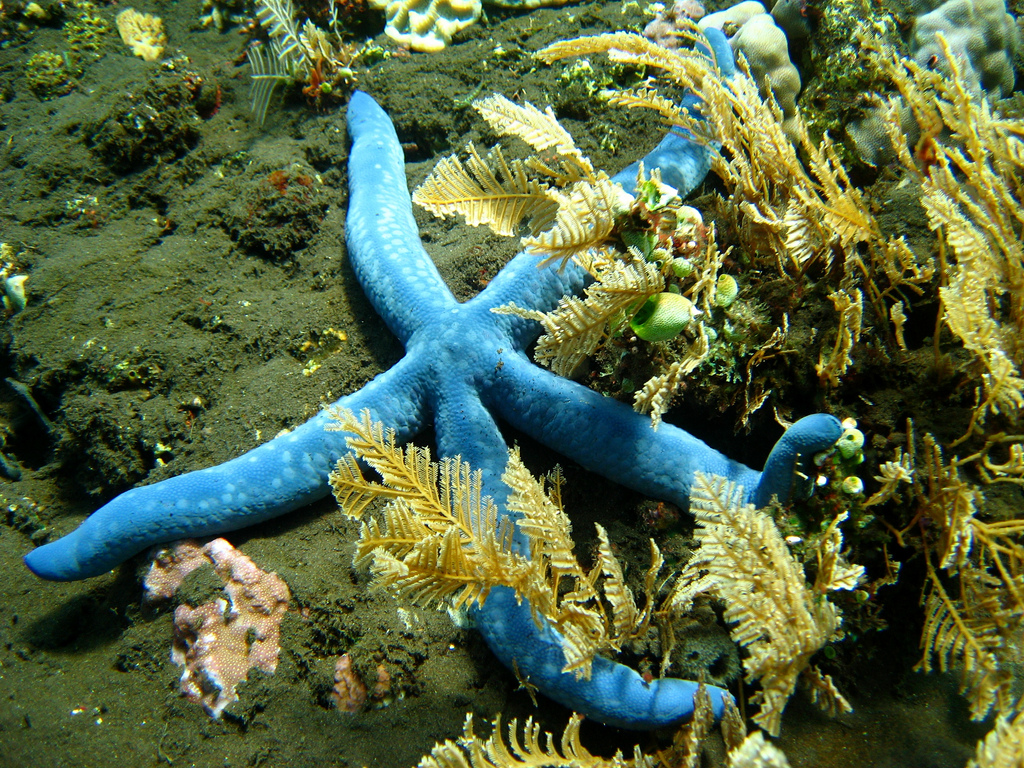
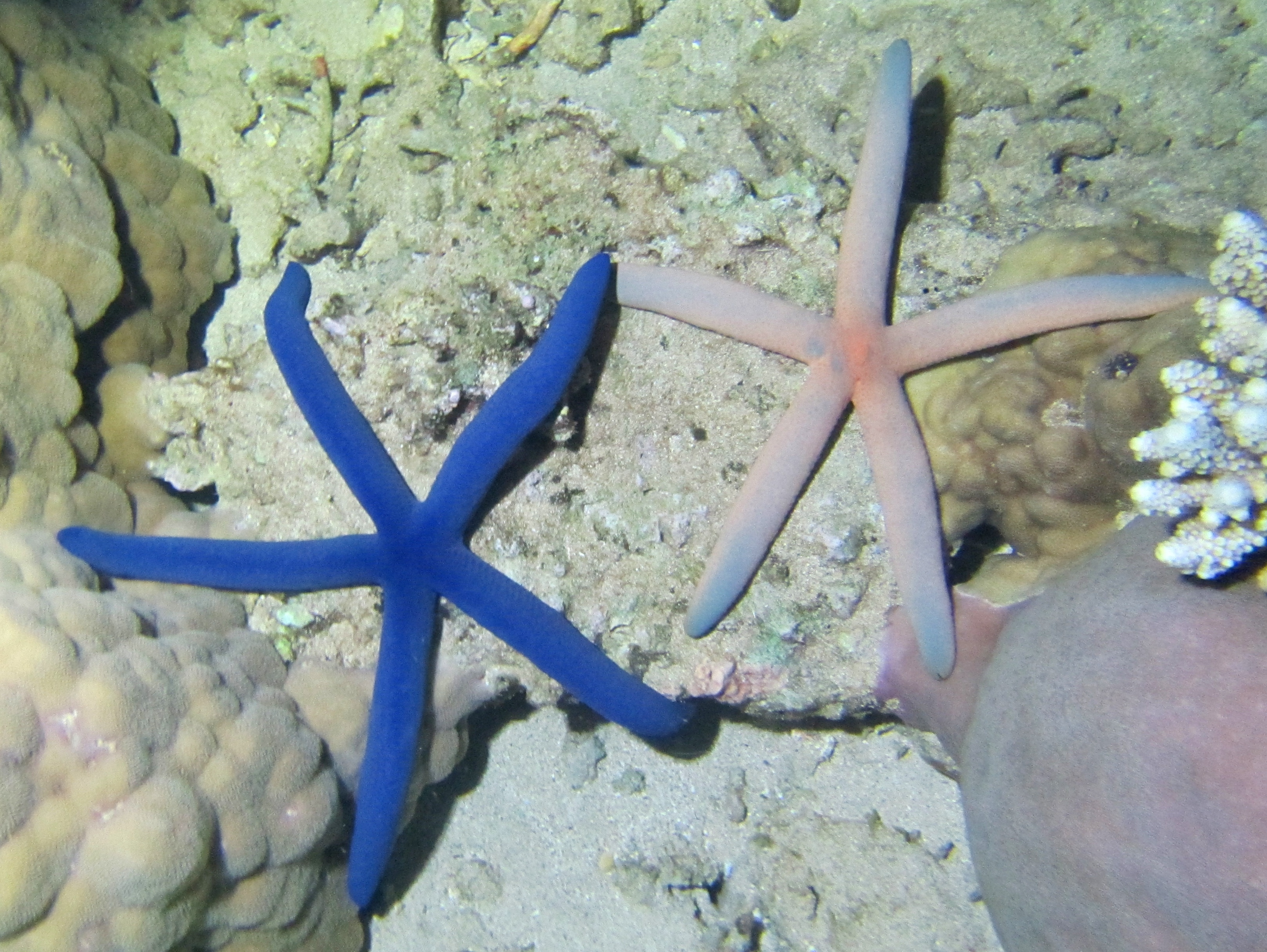
Dans certains endroits, cette étoile peut être rose (ici à Mayotte)
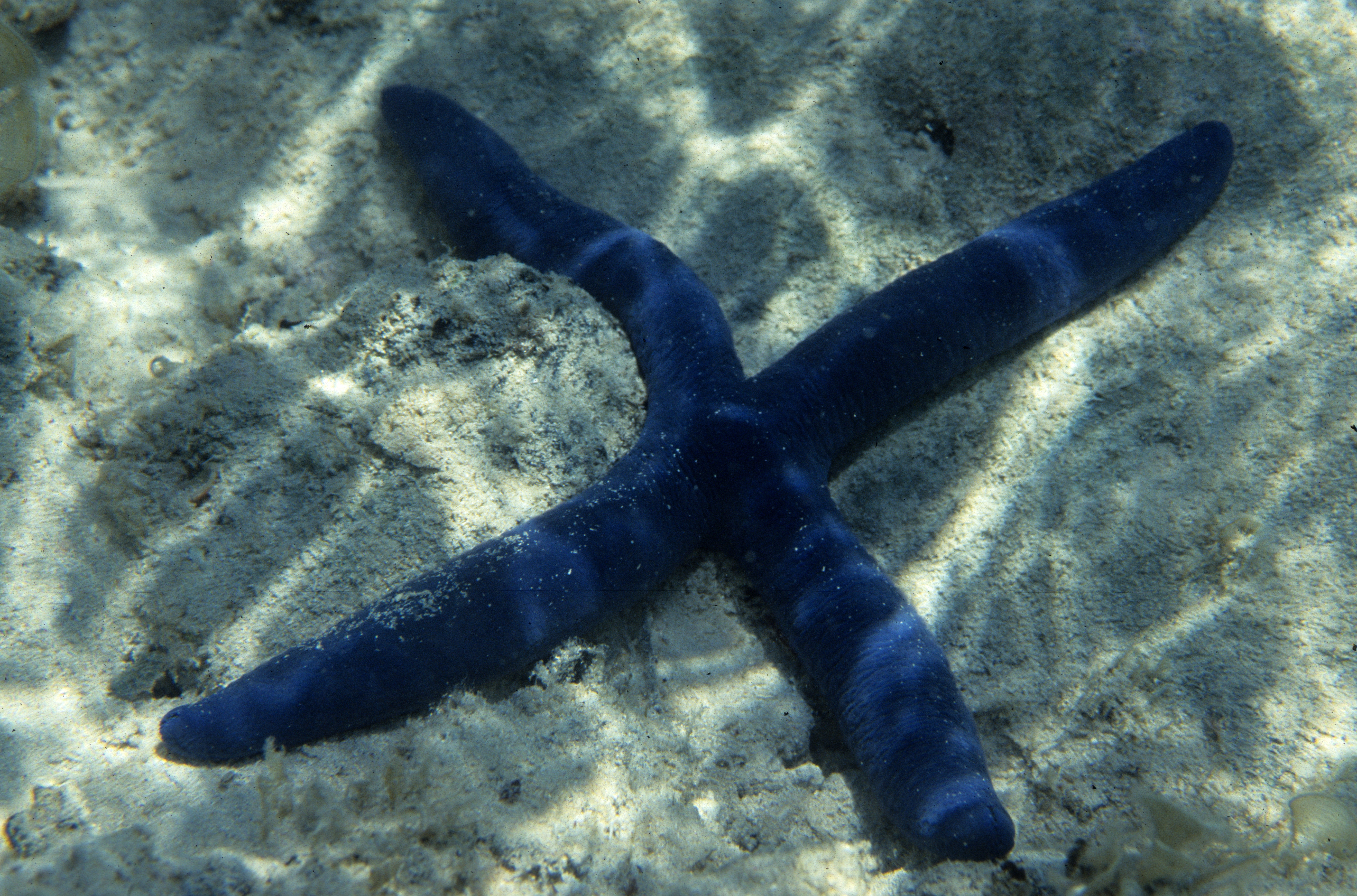
Spécimen à 4 bras.
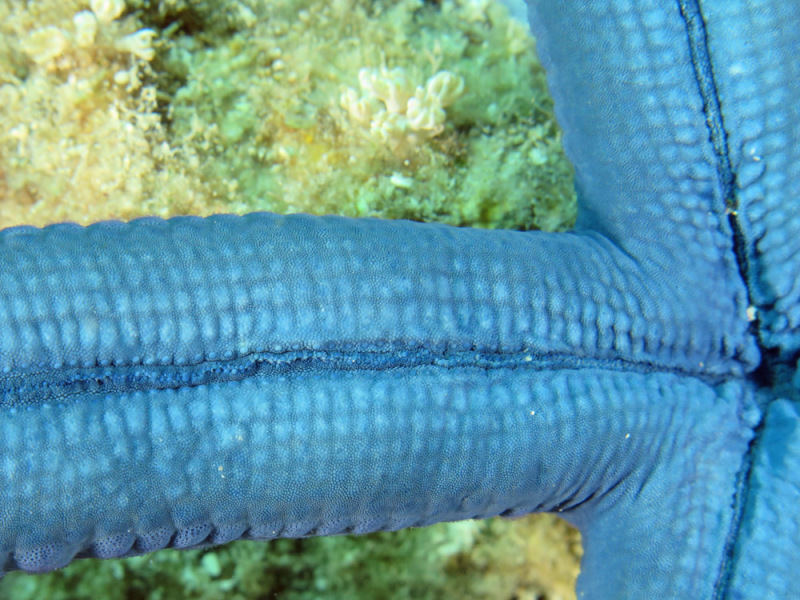
Sillon ambulacraire.

## Habitat et répartition
Cette étoile est très commune dans tout le bassin Indo-Pacifique tropical.
On la rencontre sur les fonds rocheux ou dans les récifs de corail, entre la surface et une trentaine de mètres de fond (parfois jusqu'à 60 m), mais plus souvent à faible profondeur.

## Écologie et comportement

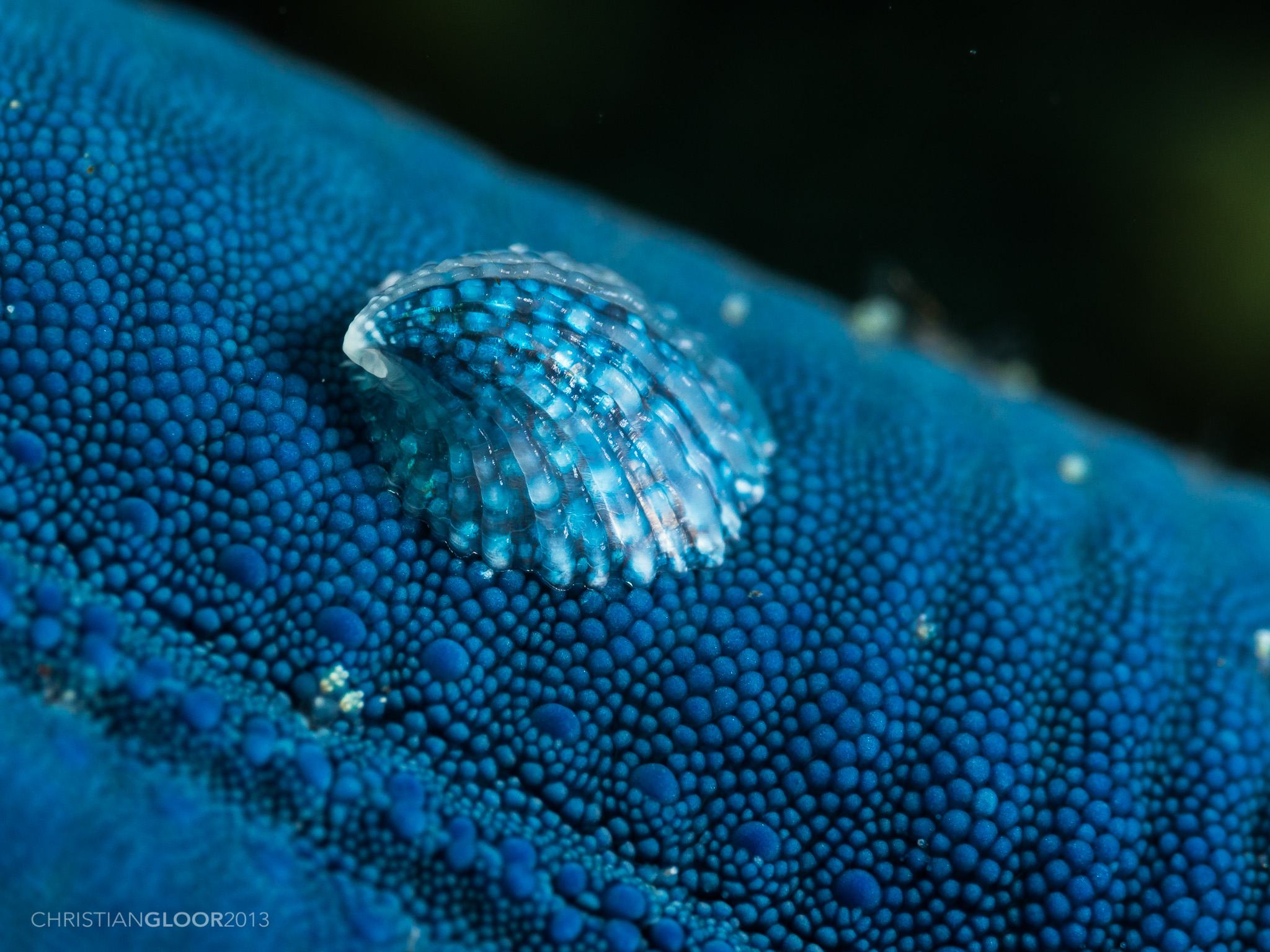
Un parasite commun de cette espèce : le mollusque Thyca crystallina.

La reproduction est gonochorique, et mâles et femelles relâchent probablement leurs gamètes en même temps grâce à un signal phéromonal, en pleine eau, où œufs puis larves vont évoluer parmi le plancton pendant quelques semaines avant de rejoindre le sol. Une larve se métamorphosant en juvénile va mettre en moyenne 3 ans à atteindre la maturité, ce qui en fait une étoile à la croissance très lente. Les juvéniles sont bruns tachetés avec le bout des bras bleu sombre, et sont très difficiles à distinguer de l'espèce proche Linckia multifora. 
Ces étoiles ont cependant aussi accès à un mode de reproduction asexué : ces étoiles sont connues pour leur remarquable capacité régénératrices, leur permettant de se défendre contre leurs prédateurs par autotomie. Ainsi, à partir d'un seul bras, l'étoile peut se régénérer complètement,.
Ces étoiles ont un régime microphage relativement omnivore à tendance herbivore, à base d'algues filamenteuses, de détritus, et de débris organiques. Elles deviennent donc plus abondantes après les blooms algals ou les événements biologiques favorables au développement de micro-algues, comme les invasions d'Acanthaster planci.
Certains petits animaux comme la crevette nettoyeuse Periclimenes soror vivent parfois en symbiose avec cette étoile. D'autres animaux sont des commensaux sans effet bénéfique sur l'étoile, voire des parasites comme les gastéropodes Thyca crystallina (famille des Eulimidae), qui vivent accrochés sur le tégument de la face orale de cette étoile, ou le ver polychète Asterophilia culcitae.
Elle peut être la proie de nombreux prédateurs, comme la crevette arlequin dévoreuse d'étoiles Hymenocera picta. En cas d'agression, elle abandonnera facilement un bras pour se sauver.

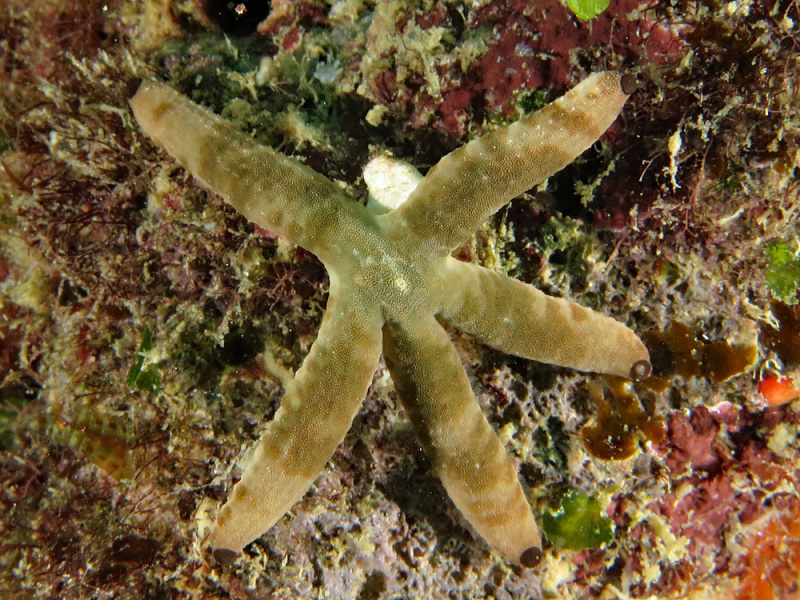
Juvénile en Australie.
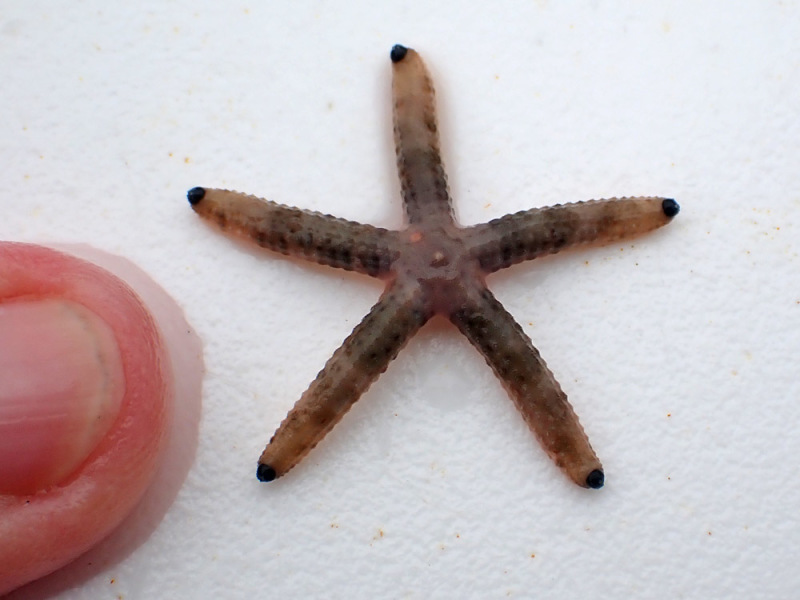
Très jeune individu.

## L'étoile bleue et l'Homme
Cette étoile est très visible, arborant un bleu vif et ne cherchant pas beaucoup à se dissimuler. Considérée comme un bel animal, elle est ainsi souvent prisée des plongeurs et des photographes sous-marins. Malheureusement, ce succès lui coûte : elle est l'étoile de mer la plus braconnée pour le commerce en aquariophilie (elle représente à elle seule 3 % du commerce mondial pour les aquariums), et est aussi souvent récoltée pour être momifiée et vendue comme souvenir à des touristes, éventuellement teinte (elle perd sa belle couleur naturelle en séchant), ce qui met sa population en danger, d'autant plus que son cycle de vie lent ne permet pas une exploitation commerciale durable.

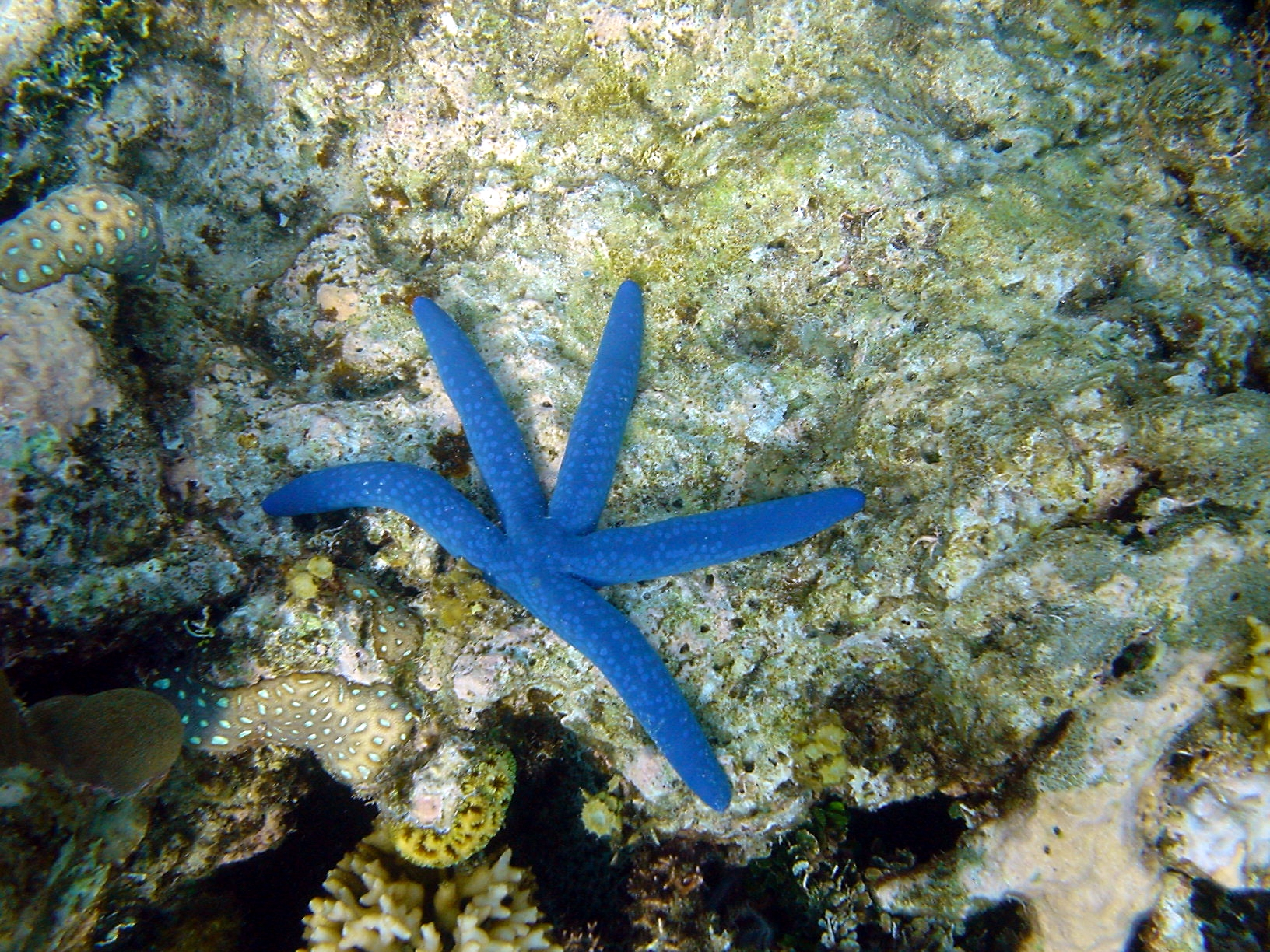
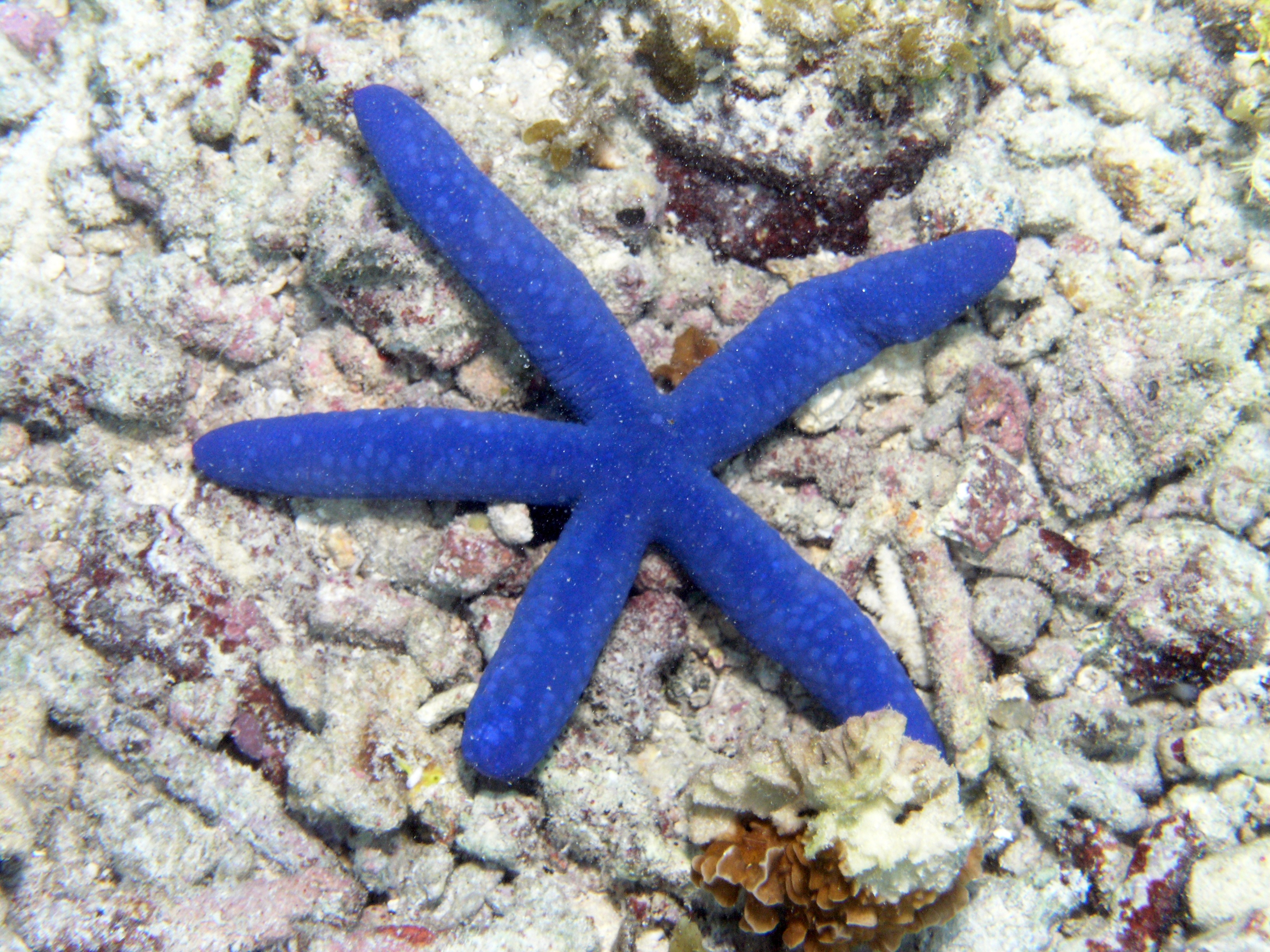
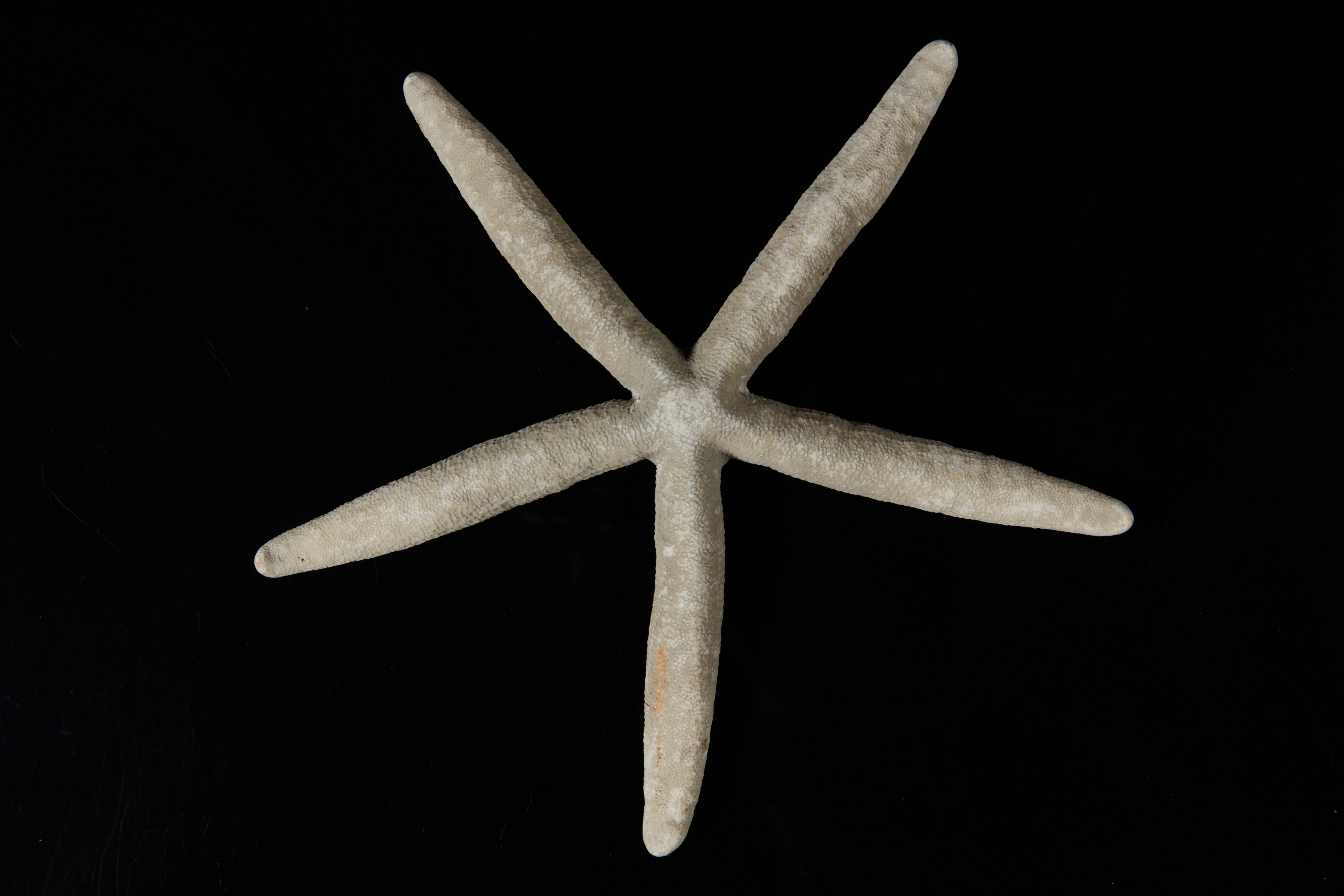
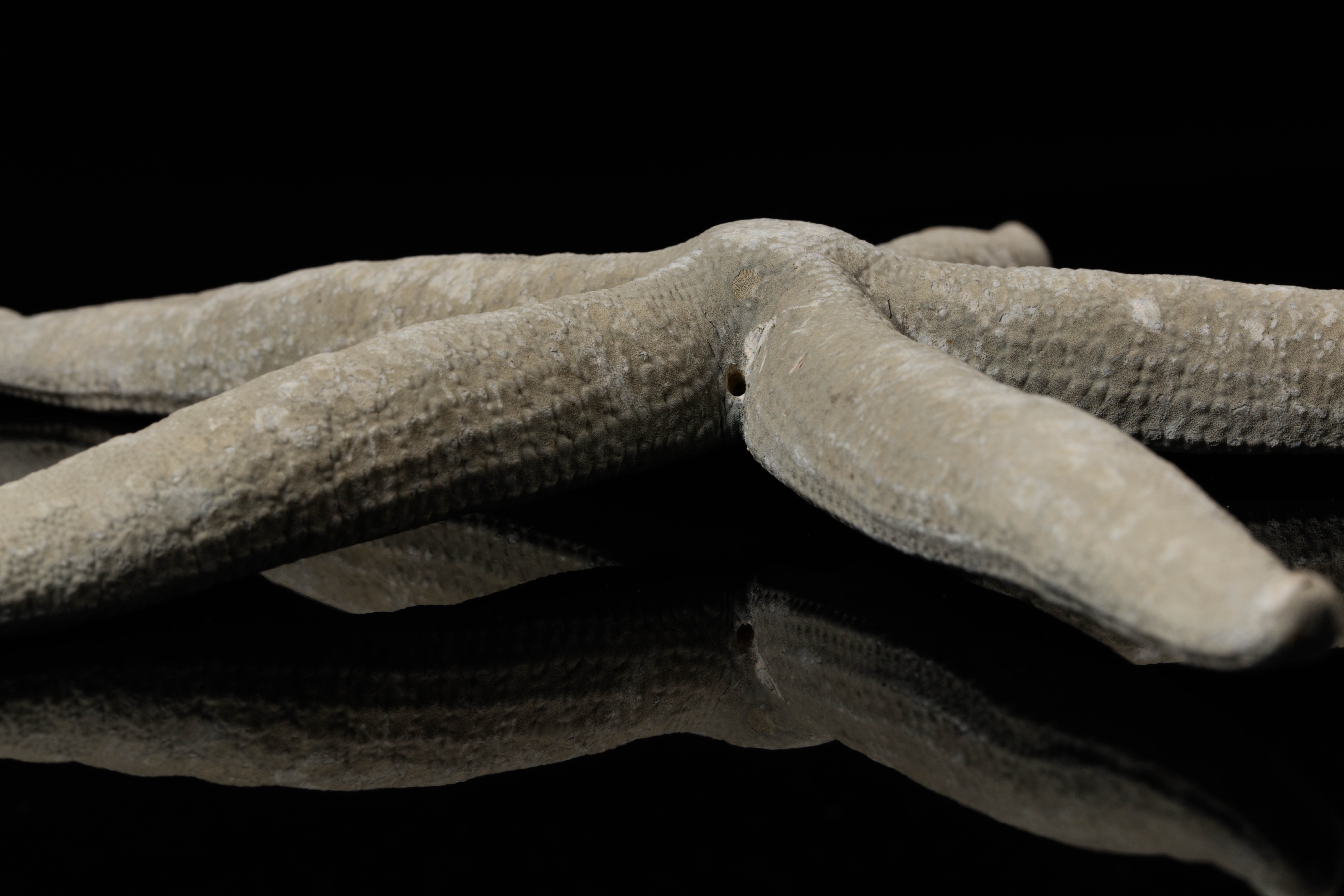